# Ганзен, Александр Михайлович
Александр Михайлович Ганзен (1868—1929) — командующий 135-й пехотной дивизией, генерал-майор, георгиевский кавалер.

## Биография
Православный. Из потомственных дворян Киевской губернии. Сын полковника Михаила Николаевича Ганзена.
Среднее образование получил в Киевской 4-й гимназии, по окончании которой в 1888 году поступил в Университет Св. Владимира, где окончил три курса.
В 1890 году окончил военно-училищные курсы Московского пехотного юнкерского училища, откуда выпущен был подпоручиком в 129-й пехотный Бессарабский полк. Произведен в поручики 15 мая 1894 года, в штабс-капитаны — 6 августа 1900 года, в капитаны — 12 февраля 1905 года. Окончил Офицерскую стрелковую школу «успешно».
С началом Первой мировой войны был переведен в 277-й пехотный Переяславский полк. Пожалован Георгиевским оружием
За то, что в боях 17 и 18 апреля 1915 года у м. Громник, командуя двумя батальонами, под ураганным огнем тяжелых и легких батарей отбивал ожесточенный атаки неприятеля, а 19 апреля, когда неприятель, подкрепленный резервами, снова приблизился к нашим окопам, личным примером увлекая батальоны, штыковым ударом отбросил неприятеля с большими для него потерями.
Произведен в подполковники 13 мая 1915 года «за отличия в делах против неприятеля», в полковники — 26 февраля 1916 года «за отличия в делах против неприятеля». 18 июля 1916 года назначен командиром 277-го пехотного Переяславского полка. 14 апреля 1917 года назначен командующим бригадой 70-й пехотной дивизии, а 8 сентября того же года произведен в генерал-майоры с утверждением в должности. 10 сентября 1917 года назначен командующим 135-й пехотной дивизией.
В эмиграции в Болгарии. Заведовал хозяйством Русского инвалидного дома в Княжеве (пригород Софии), где и умер в 1929 году.

## Награды
- Орден Святого Станислава 3-й ст. (ВП 1.07.1901)
- Орден Святой Анны 3-й ст. (ВП 19.02.1906)
- Орден Святого Станислава 2-й ст. (1910)
- Орден Святой Анны 2-й ст. (1912)
- Орден Святого Владимира 4-й ст. с мечами и бантом (ВП 3.02.1915)
- Георгиевское оружие (ВП 24.01.1917)